# 程涛 (1945年)
程涛（1945年6月—），安徽肥东人，中华人民共和国政治人物、外交官。1969年毕业于北京外国语大学法语系。
2002年，接替熊展旗，担任中华人民共和国驻摩洛哥大使。2006年，由龚元兴接任。

## 荣誉

### 外国勋章奖章
- 阿拉维王朝大军官勋章（摩洛哥，2006年11月24日于马拉喀什颁发[2]）